# Metagraphinotus pectinifemur
Metagraphinotus pectinifemur is een hooiwagen uit de familie Gonyleptidae.